# Estado Islámico del África Occidental
El autodenominado Estado Islámico del África Occidental conocido también como Estado Islámico - Provincia del África Occidental (ISWAP) o Daesh-WAP (DWAP), es un grupo yihadista, filial del Estado Islámico (Daesh), activo principalmente en la cuenca del Chad y que lucha contra una amplia insurgencia de grupos islamistas y contra los estados de Nigeria, Camerún, Chad y Níger.
Fue fundada inicialmente como una rama de Boko Haram, grupo con el que tiene una violenta rivalidad; el líder de Boko Haram, Abubakar Shekau, se inmoló en una batalla contra el ISWAP en 2021. ISWAP actúa como una organización paraguas para todas las facciones de Daesh en África occidental, incluido el Daesh en el Gran Sahara (IS-GS), aunque los vínculos reales entre ISWAP y el IS-GS son limitados.

## Nombre
La Provincia de África Occidental del Estado Islámico se denomida oficialmente "Wilāyat Garb Ifrīqīyā" (árabe: ولاية غرب أفريقيا), que significa "Provincia de África Occidental". Es conocido por una variedad de nombres y abreviaturas como "ISWAP", "IS-WA", "ISIS-WA" o "DWAP". Después de que el ISWAP absorbiera al IS-GS, los expertos también lo diferenciaron en dos ramas, a saber, "ISWAP-Lago Chad" e "ISWAP-Gran Sahara".

## Historia
Los orígenes del ISWAP se remontan al surgimiento de Boko Haram, un movimiento yihadista salafista con sede en el estado de Borno, al noreste de Nigeria. El movimiento lanzó una insurgencia contra el gobierno de Nigeria luego de un fallido levantamiento de 2009, con el objetivo de establecer un estado islámico en el norte de Nigeria, y las regiones vecinas de Camerún, Chad y Níger. Su líder de facto, Abubakar Shekau, intentó aumentar su posición internacional entre los islamistas al aliarse con el destacado Estado Islámico (Daesh) en marzo de 2015. Boko Haram se convirtió así en la "Provincia de África Occidental del Estado Islámico" (ISWAP).
Cuando los insurgentes fueron posteriormente derrotados y perdieron casi todo el territorio ocupado durante la ofensiva contra África Occidental de 2015 por parte de la Fuerza de Tarea Conjunta Multinacional (MJTF), el descontento creció entre los rebeldes. A pesar de las órdenes del comando central de ISIL dejarán de usar mujeres y niños como terroristas suicidas, así como de abstenerse de asesinatos masivos de civiles, Shekau se negó a cambiar sus tácticas. El investigador Aymenn Jawad Al-Tamimi resumió que el líder de Boko Haram demostró ser "demasiado extremista incluso para los estándares del Estado Islámico". Shekau siembre se negó a someterse por completo al comando central de ISIS, en consecuencia, este último lo destituyó como líder de ISWAP en agosto de 2016. Shekau respondió rompiendo con el comando central de ISIL, pero muchos de los rebeldes permanecieron leales a IS. Como resultado, el movimiento rebelde se dividió en una facción leal a Shekau ("Jama'at Ahl al-sunna li-l-Da'wa wa-l-Jihad", generalmente conocida como "Boko Haram"), y una pro- ISIS liderada por Abu Musab al-Barnawi (que continuó llamándose "Provincia de África Occidental del Estado Islámico"). Desde entonces, estos dos grupos se han enfrentado entre sí, aunque posiblemente cooperaron ocasionalmente contra los gobiernos locales. Además, Shekau nunca renunció oficialmente a su juramento de lealtad a IS en su totalidad; por lo tanto, sus fuerzas se consideran ocasionalmente como "segunda rama de ISWAP". En general, la relación de Shekau con IS permaneció confusa y ambigua.

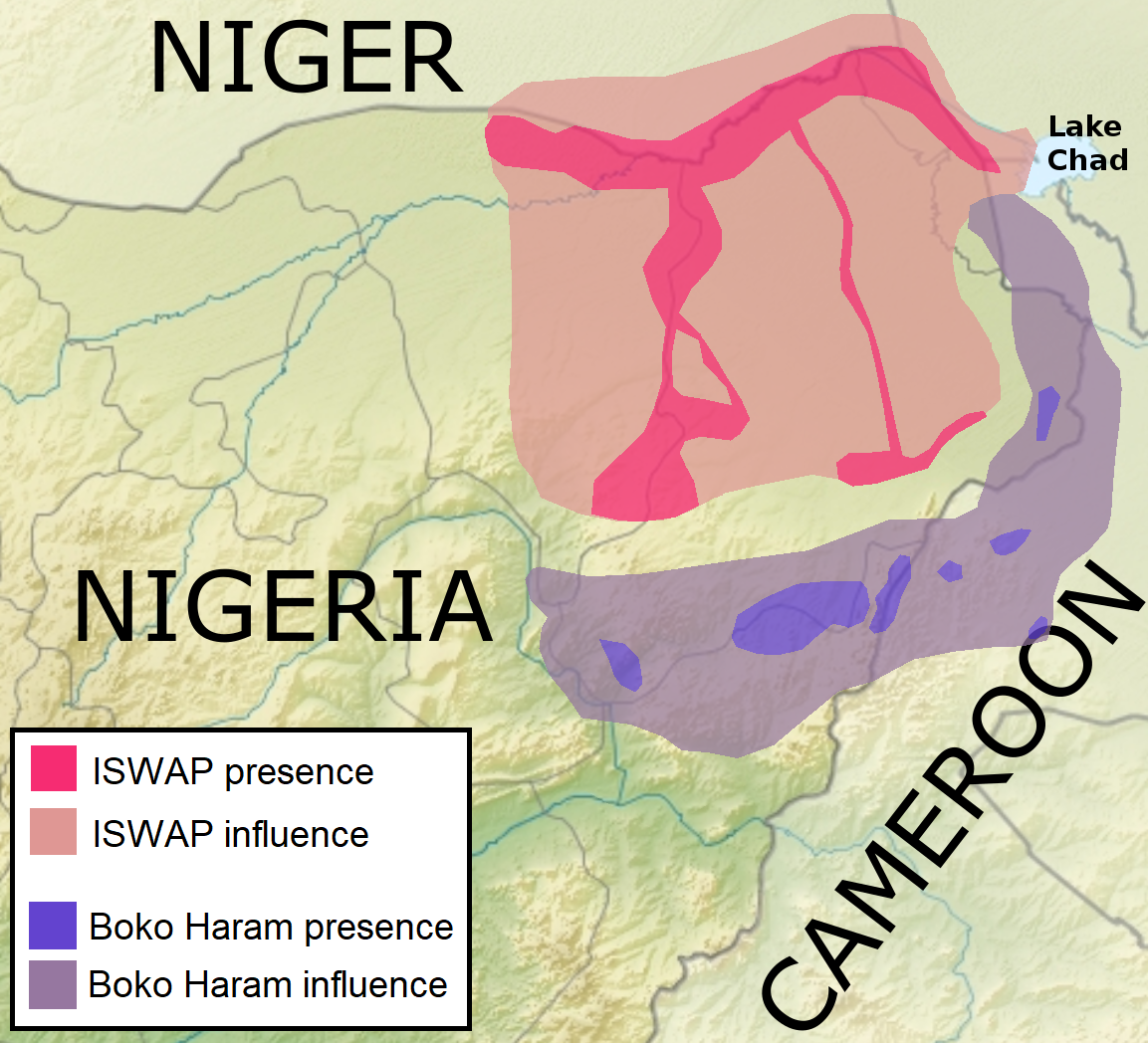
Presencia e influencia de ISWAP y Boko Haram en el norte de Nigeria, Camerún y Níger a principios de 2019

En los años siguientes, el ISWAP de Barnawi y el Boko Haram de Sheaku se reconsolidaro, aunque el ISWAP ganó más poder. Mientras Shakau tenía a su mando1000 y 2000 combatientes en 2019, los leales al Estado Islámico llegaron hasta los 5,000 combatientes. Cambió también su relación con los civiles locales a diferencia de Boko Haram, que es conocida por su amplia violencia indiscriminada. El ISWAP comenzó a construir servicios gubernamentales básicos y centró sus esfuerzos en atacar objetivos cristianos en lugar de musulmanes. Sin embargo, el grupo también siguió atacando al personal humanitario y a determinadas comunidades musulmanas. En el curso de la campaña en la cuenca del Cha, el ISWAP obtuvo importantes ganancias territoriales, antes de perderlas en las contraofensivas de las fuerzas de seguridad locales. Al mismo tiempo, experimentó una violenta disputa interna que resultó en la deposición de Abu Musab al-Barnawi y la ejecución de varios comandantes.En el transcurso de 2020, las Fuerzas Armadas de Nigeria intentaron repetidamente capturar el Triángulo de Tombuctú  de ISWAP, pero sufrieron grandes pérdidas y no lograron ningún progreso.
En abril de 2021, ISWAP invadió una base del ejército nigeriano alrededor de Mainok y capturó vehículos de combate blindados, incluidos carros de combate blindados, así como otros equipos militares. Al mes siguiente, ISWAP atacó e invadió las bases de Boko Haram en el bosque de Sambisa y Abubakar Shekau se suicidó. Como resultado, muchos combatientes de Boko Haram desertaron a ISWAP y el grupo aseguró una cadena de bastiones desde Nigeria hasta Malí y el sur de Libia . A pesar de esta gran victoria, ISWAP se vio obligado a tratar con los leales a Boko Haram que continuaban oponiéndose al Estado Islámico. Según los informes, en agosto de 2021, Abu Musab al-Barnawi murió, ya sea en una batalla con el ejército nigeriano o durante enfrentamientos entre ISWAP. Los investigadores de Humangle Media cuestionaron la precisión de esta afirmación y reunieron "múltiples fuentes" que sugerían que al-Barnawi había desaparecido debido a que lo ascendieron. Más tarde ese mes, ISWAP sufrió una derrota cuando atacó a Diffa, pero asaltó con éxito a Rann, destruyendo los cuarteles locales antes de retirarse con el botín. En octubre y noviembre, hubo más cambios de liderazgo en ISWAP, ya que las fuerzas de seguridad mataron a los comandantes superiores, y Sani Shuwaram se convirtió en el nuevo comandante líder.
En enero de 2022, ISWAP comenzó a aumentar su presencia en el estado de Borno en Nigeria, ocupando aldeas y estableciendo mercados. El 24 de enero de 2022, el pueblo de Gudumbali fue capturado, tras lo cual los insurgentes la declararon nueva capital de la provincia y expulsaron a los caciques locales. Gudumbali tiene una importancia tanto estratégica como simbólica, ya que se encuentra en una posición defendible y fue un importante bastión de Boko Haram durante su apogeo. Sin embargo, las tropas nigerianas contraatacaron de inmediato esta vez, retomando el asentamiento, destruyendo la sede local de ISWAP y un mercado nocturno cercano asociado con el grupo. En este punto, los investigadores Rueben Dass y Jasminder Singh argumentaron que ISWAP se había convertido en uno de los baluartes más importantes de ISWAP. En marzo, el mando central del EI reconoció a su rama del Gran Sahara como una provincia autónoma, denominada "Provincia del Sahel". Independientemente, ISWAP mantuvo su influencia sobre las fuerzas de IS en Malí, Burkina Faso y Níger.
En los meses siguientes, el estado nigeriano continuó sus ataques contra los líderes de ISWAP, matando a más altos mandos. En junio de 2022, el Consejo de Seguridad Nacional de Nigeria declaró que ISWAP probablemente fue responsable del ataque a la iglesia de Owo. En octubre de 2022, ISWAP había absorbido a la mayoría de los antiguos grupos de Boko Haram, aunque algunos continuaron con su resistencia. ISWAP también había expandido sus operaciones al centro y noroeste de Nigeria, incluso uno de los hijos biológicos de Shekau, conocido como Abul Musanna, se había unido a ISWAP como comandante. En el noroeste, comenzó a competir con un resurgido Ansaru, mientras organiza emboscadas antigubernamentales, ataques terroristas y asesinatos. En diciembre, el grupo prometió lealtad al nuevo califa del EI, Abu al-Hussein al-Husseini al-Qurashi.

## Organización

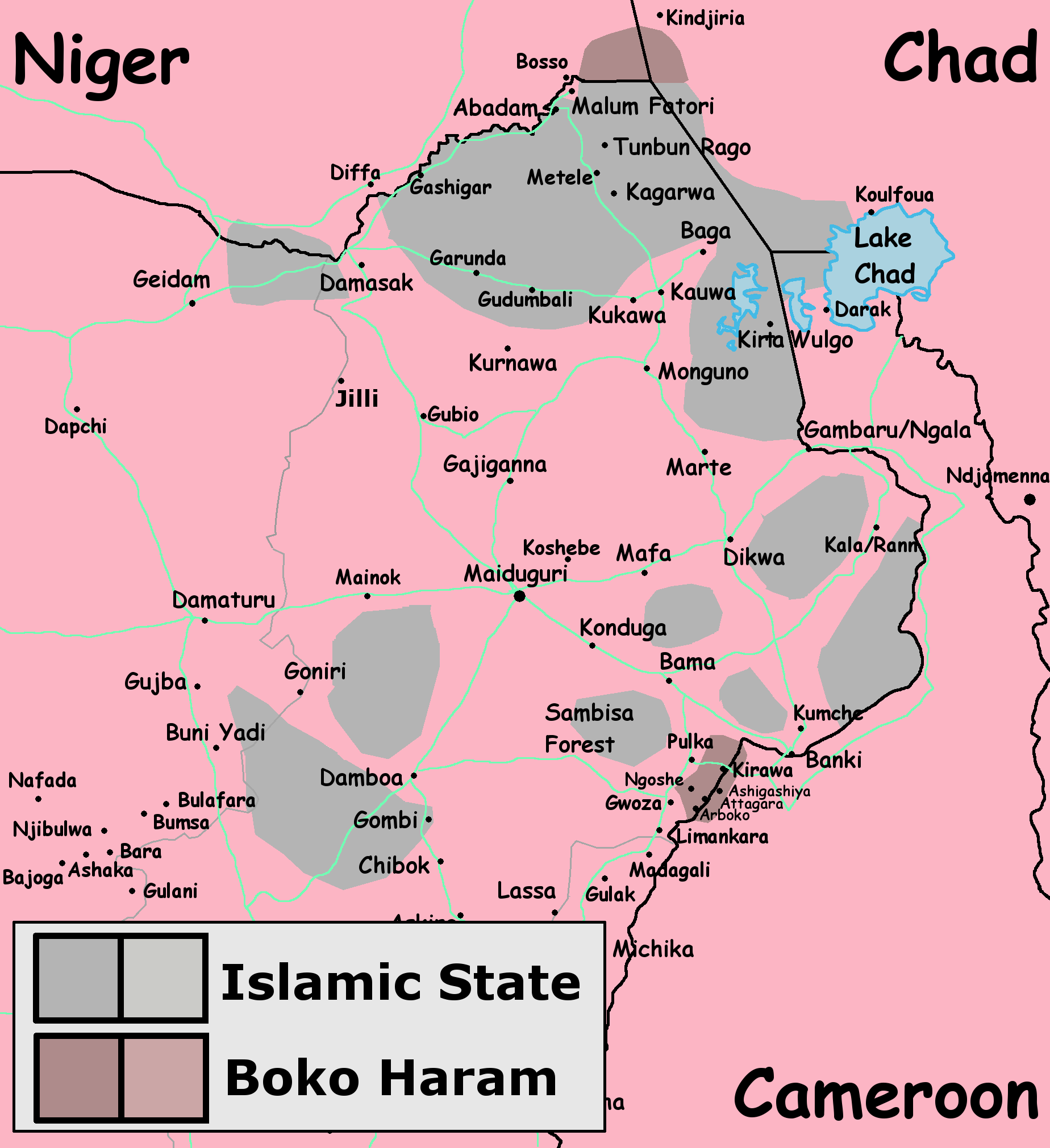
Áreas bajo control de Boko Haram e ISWAP en 2022

El comando central de ISWAP está subordinado al grupo central encabezado por el Califato. Inicialmente, ISWAP estaba dirigido por un solo comandante, denominado wali (gobernador). El primer wali general del grupo fue Abubakar Shekau, quien fue sucedido por Abu Musab al-Barnawi en 2016. Este último fue reemplazado por Ba Idrisa en marzo de 2019, quien a su vez fue purgado y ejecutado en 2020. Fue reemplazado por Ba Lawan. En general, la shura, una asamblea consultiva, tiene un gran poder dentro del grupo.Esto ha llevado al investigador Jacob Zenn a argumentar que la shura le da al grupo un elemento de "democracia". La influencia de la shura ha permitido que ISWAP amplíe su apoyo popular, pero también la ha hecho más propensa a las luchas por el liderazgo. Los nombramientos para puestos de liderazgos bajo la shura o las gobernaciones se discuten internamente  por el grupo central de ISIL, además siendo responsable de aprobar nuevos nombramientos.
En mayo de 2021, la shura se disolvió temporalmente y Abu Musab al-Barnawi fue nombrado líder "interino" de ISWAP. Para julio de 2021, se había restaurado la shura, y se había reformado el sistema interno de ISWAP. El comando central regional ahora consiste en Amirul Jaish (líder militar) y la shura. Ya no hay un wali general, y la cabeza de la shura en su lugar sirve como líder de las gobernaciones de ISWAP, mientras que Amirul Jaish actúa como comandante militar en jefe. "Sa'ad" se desempeñó como nuevo Amirul Jaish, mientras que Abu Musab al-Barnawi se convirtió en jefe de la shura. Sin embargo, fuentes ajenas al IS todavía afirman que sigue existiendo una posición denominada "wali" general o "líder de ISWAP". Según los informes, este puesto fue ocupado por el exjefe wali Ba Lawan (también "Abba Gana") antes de pasar a Abu-Dawud (también "Aba Ibrahim"), Abu Musab al-Barnawi, Malam Bako, Sani Shuwaram, Bako Gorgore y Abu Ibrahim en rápida sucesión a fines de 2021 y principios de 2022.
En marzo de 2019, el grupo central de IS comenzó a presentar a ISWAP como responsable de todas las operaciones de los grupos pro-ISIS en África Occidental. En consecuencia, el Estado Islámico en el Gran Sáhara (IS-GS) quedó formalmente bajo el mando de ISWAP. ISWAP e IS-GS mantienen conexiones logísticas, pero la influencia real del primero sobre el segundo es limitada.
En general, se sabe que ISWAP mantiene contactos sustanciales, con el grupo central de IS, aunque expertos debaten el alcance exacto de los vínculos. ISWAP se alinea ideológicamente con IS y también ha adoptado muchas de sus tecnologías y tácticas. ISWAP utiliza artefactos explosivos improvisados transportados por vehículos suicidas y drones suicidas. Los investigadores los consideran una prueba de apoyo y asesoramiento de los miembros del EI DE Siria e Irak. El grupo central de IS probablemente ha brindado a ISWAP no solo ayuda técnica, sino también financiera.

### Oficinas conocidas y liderazgo
| Cargo                            | Líderes |
| -------------------------------- | --- |
| Wali de ISWAP                    | - Abubakar Shekau (2015–2016) – destituido por ser muy radical - Abu Musab al-Barnawi (2016–2019) – destituido y exiliado sin explicación. - Abu Abdullahi Umar Al Barnawi "Ba Idrisa" (2019–2020) – purgado y supuestamente asesinado después de que algunos de sus seguidores se opusieran a su deposición - Lawan Abubakar "Ba Lawan" / "Abba Gana" (2020–2021) Nota: La oficina de wali general parecía haber sido abolida para 2021, pero fuentes externas continúan afirmando que ciertos individuos son el "líder" o "wali" de ISWAP. Líderes después de 2021: - Lawan Abubakar "Ba Lawan" / "Abba Gana" (julio-agosto de2021) - "Abu Dawud" / "Aba Ibrahim" (desde agosto de2021) - Abu Musab al-Barnawi - Malam Bako (c. octubre 2021) - Sani Shuwaram (noviembre 2021-febrero 2022) - Bako Gorgore y Abu Ibrahim (como comandantes; febrero-mayo de 2022) |
| Amirul Jaish                     | - Abdul-Kaka "Sa'ad" (c. 2021) – también administró el área del lago Chad para mayo de 2021; se trasladó al Consejo Shura en agosto de 2021 - Sayinna Mallam Baba (muerto a fines de 2021) - Malam Bako (actuando, desde septiembre de 2021) – también se desempeñó como ministro de defensa de ISWAP; presuntamente asesinado en octubre de 2021. |
| Líder del Shura                  | - Abu Musab al-Barnawi (2021) – también actuó como comandante del Bosque Sambisa desde mayo de 2021; y asesinado en agosto de 2021 o promovido a otra posición. - Malam Bako (agosto-octubre 2021); posiblemente muerto en octubre de 2021 |
| Diputado (Naib)                  | - Malam Bako (desde julio–agosto 2021) |
| Juez Principal                   | - Khalifa Umar (c. 2020) –asesinado en un ataque aéreo de la MJTF en enero de 2020; en ese momento, había sido el tercer comandante de mayor rango en ISWAP - Muhammad Malumma (desde 2020) |
| Fiscal jefe                      | - Ibn Umar (desde julio de 2021) |
| Wali de Tumbuma                  | - Lawan Abubakar "Ba Lawan" / "Abba Gana" (c. 2021) - Abba-Kaka (desde julio de 2021) |
| Wali de Timbuktu                 | - Bako Gorgore (hasta 2021) – muerto en la batalla del bosque de Sambisa (mayo de 2021) |
| Wali del Bosque Sambisa          | - Vacante desde mediados de 2021 |
| Wali del Lago de Chad            | - Baba Kaka (?–2020) – inicialmente un comandante en el área de Tombuctú; finalmente ejecutado por cargos de corrupción, desgobierno, insubordinación y otros después del ascenso de Ba Lawan a líder de ISWAP - Goni Maina (c. 2020) - Vacante desde mediados de 2021 |
| Ameer Fiya de Timbuktu           | - Huozaifah Ibn Sadiq (desde septiembre de 2021) |
| Ameer Fiya del bosque de Sambisa | - Abou Abdulrahman (muerto c. septiembre de 2021) - Abou Aseyia (desde septiembre de 2021) |
| Amir de Marte                    | - Muhammed Mustapha (desde c. agosto de 2021) |
| Fitya de Marte                   | - Huozaifah Ibn Sadiq (hasta septiembre de 2021) |
| Jefe Mecánico                    | - Falloja (hasta 2020) – experto en la construcción de VBIEDs; ejecutado por el gobernador del lago Chad, Baba Kaka, acusado de tráfico de drogas |

### Administración
A diferencia de Boko Haram, que en su mayoría atacaba y esclavizaba a civiles, ISWAP es conocido por establecer una administración en los territorios donde está presente. Dado que IS mantiene su condición de Estado a pesar de haber perdido su territorio en Oriente Medio, la capacidad de ISWAP para dirigir un gobierno básico es ideológicamente importante para todo IS. A pesar de no controlar completamente las áreas donde está presente, ISWAP mantiene más control sobre grandes franjas del campo que el gobierno de Nigeria y ha creado cuatro gobernaciones. Estas gobernaciones, centradas en el lago Chad, el bosque de Sambisa, Tombuctú, y Tumbuma, están dirigidas por un wali y tienen sus propias estructuras de gobierno. Cada gobernación tiene sus propios comandantes militares y envía al menos dos representantes a la shura ISWAP.
El ISWAP recauda impuestos sobre la agricultura y el comercio de sus territorios, y ofrece protección, así como algunos "servicios limitados" a cambio, incluida la aplicación de la ley. El grupo nombra a sus propios jefes de policía, y su policía también hace cumplir la hisbah. El grupo hace esfuerzos considerables para ganar el apoyo de las bases locales, y ha empleado una política de "mentes y corazones" hacia las comunidades locales. Alienta a los lugareños a vivir en comunidades controladas por los rebeldes de facto. Entre sus impuestos, el ISWAP recauda el zakat, un impuesto musulmán tradicional, siendo una limosna que se utiliza para ayudar a los pobres. El zakat de ISWAP ha aparecido en la propaganda distribuida por el periódico de ISWAP, al-Naba. Se sabe que la "Oficina Zakat" del ISWAP opera de manera simétrica y sistemática y efectiva, recaudando fondos sustanciales para apoyar tanto a ISWAP como a los civiles locales. Los expertos Tricia Bacion y Jason Warner ha descrito el sistema fiscal de ISWAP como localmente menos corrupto y más justo que el del estado nigeriano; algunos comerciantes locales argumentan que ISWAP crea un mejor entorno para el comercio de arroz, pescado y pimiento seco. El grupo también brinda varios servicios de salud, construye baños públicos y pozos, y ha implementado su propio sistema educativo. Al mismo tiempo, ISWAP es conocido por atacar a las agencias que brindan ayuda humanitaria, privando así a los locales de las necesidades básicas en las áreas controladas por el gobierno.

### Fuerza militar

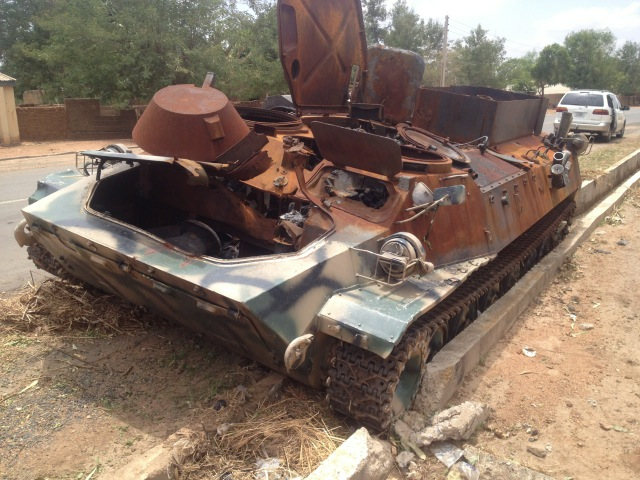
MT-LB que había sido capturado y utilizado por ISWAP antes de su destrucción en marzo de 2015

La fuerza de ISWAP ha fluctuado a lo largo de los años, variando sus estimaciones. En 2017, los investigadores calcularon su fuerza en alrededor 5,000 militantes. Al año siguiente, se creía que se había reducido a los 3,000. El grupo experimentó un aumento y recuperó mucho poder en 2019, lo que hizo que los investigadores estimaran que había crecido a 5,000 o hasta 18,000 combatientes. Para 2020, el Departamento de Defensa de los Estados Unidos estimó públicamente que ISWAP tenía entre 3500 y 5000 combatientes.
Se sabe que el ISWAP usa  tropas de choque, atacantes suicidas, así como vehículos de combate blindados (AVF). A lo largo de su historia, ISWAP ha incautado repetidamente tanques, incluidos T-55, y vehículos blindados de transporte de personal como el BTR-4/EN, poniendolos en servicio. El grupo también depende en gran medida de motocicletas, vehículos técnicos y vehículos utilitarios/tácticos militares capturados, como los Kia KLTV.
Además, ISWAP ha establecido una "Escuela de cadetes Khilafag" para niños de 8 a 16 años. Estos son cuidadosamente seleccionados, adoctrinados y reciben entrenamiento físico y militar. Los niños soldado aparecieron en un video de propaganda del ISWAP titulado "La generación de empoderamiento", que los mostraba ejecutando a soldados nigerianos capturados. El Estado Islámico había utilizado niños soldados conocidos como "Cachorros del Califato" de 2014 a 2017.

## Lecturas Externas
- Warner, Jason; O'Farrell, Ryan; Nsaibia, Héni; Cummings, Ryan (2020). «Outlasting the Caliphate: The Evolution of the Islamic State Threat in Africa (en inglés)». CTC Sentinel (West Point, New York: Combating Terrorism Center) 13 (11): 18-33. Archivado desde el original el 7 de febrero de 2022. Consultado el 10 de febrero de 2023.